# نظام إدارة مكتبات

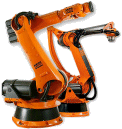

نظم إدارة المكتبات هي أنظمة محوسبة لإدارة موجودات مكتبة ومقتنياتها من حيث جرد للموجودات، الطلبات والمواد المستعارة والأشخاص الذين إستعاروها.
تسمية نظم إدارة المكتبات أو النظم المتكاملة للمكتبات هي الترجمات المستخدمة لintegrated library system (ILS) و library management system (LMS)،
ويعرّف بأنه نظام لتخطيط مصادر مؤسسة فيما يتعلق بالمكتبات، ويستخدم لتتبع المواد الموجودة، الطلبات، الفواتير والمستخدمين الذين قاموا بالاستعارة.
يتضمن نظام إدارة المكتبات عادة قاعدة بيانات مترابطة وبرمجية للتفاعل مع قاعدة البيانات تلك، وواجهتي استخدام (رسوميات عادة)، إحداهما للمستخدمين وأخرى لطاقم عمل المكتبة. معظم برمجيات أنظمة إدارة المكتبات تقسم الوظائف إلى برامج منفصلة أو وحدات، تتكامل معا في واجهة استخدام موحدة. أمثلة تلك الوحدات قد تتضمن:
- الإستحواذ (التزويد) (طلب المواد، إستقبالها وفوترتها)
- الفهرسة (تصنيف وتبويب وفهرسة المواد)
- التداول والإعارة (إعارة المواد للمستعيرين وإسترجاعها)
- الدوريات (متابعة قيود المجلات والجرائد الموجودة)
- فهرس عمومي على الشبكة

ويكون لكم مستخدم ولكل من الموجودات معرّف فريد في قاعدة البيانات يسمح للنظام بمتابعته ومتابعة تغييرات حالته.

## OPALS
هو اختصار لكلمة OPen-source Automated Library System
وهوالنظام الآلي للمكتبات المفتوح المصدر OPALSھو نظام قوي بشكل تعاوني، وھو قائم على الویب أي الاستعمال من خلال الاتصال بشبكة الانترنت، وھو برنامج مفتوح المصدر وغیر تجاري.ویعتبر بدیل جید یوفر تكنولوجیا الإنترنت في مراكز المعلومات والمكتبات كما أنة یسھل في الوصول إلى قواعد البیانات للمكتبات الرقمیة، وكذلك مجموعة المكتبات المشتركة في نظام OPALS ویعتبر بدیل جید یوفر تكنولوجیا الإنترنت في مراكز المعلومات والمكتبات كما أنه یسھل في الوصول إلى قواعد البیانات للمكتبات الرقمیة، وكذلك مجموعة المكتبات المشتركة في نظام.OPALSیعتبر OPALSنظام متكامل إذ لیس ھناك حاجة لتثبیت لبرامج أو تكلفة شراء أجھزة الكمبیوتر أو تراخیص البرامج لتنفیذ ھذا النظام والاستفادة من خدماته. یعمل نظام الـ OPALSعلى خوادم خاصة بإدارة النظام مستقلة كما أنھا متصلة بخوادم خارجیة، كما أن النظام یتمیز بتواجد فریق دعم فني وتقني على مستوى عالي من الكفاءة المھنیة وذلك قصد التحدیث المستمر للبرنامج ومتابعة آخر الاحتیاجات والتطورات اللازمة التي تلبي حاجیات المؤسسات والجمھور المستفید من النظام.

### خدمات التسییر في النظام
- إتاحة الإعارة
- متابعة الغرامات والعقوبات
- سھولة التزوید عبر الاتصال بالموردین والموزعین
- إعداد التقاریر
- الفھرسة الآلیة
- تسییر المستفدین
- تنظیم ومتابعة الدوریات
- یتیح نظام بحث opac